# Isoprothiolan
Isoprothiolan ist eine chemische Verbindung aus der Gruppe der Dithiolane und ein 1974 von Nihon Nōyaku eingeführtes Fungizid. Isoprothiolan besitzt eine auffällige Keten-dithioacetal-Struktur.

## Gewinnung und Darstellung
Isoprothiolan kann ausgehend von Diisopropylmalonat dargestellt werden, welches unter Anwesenheit von Natriumhydrid mit Kohlenstoffdisulfid reagiert. Das Produkt reagiert weiter mit 1,2-Dibromethan zu Isoprothiolan.

## Verwendung
Isoprothiolan ist ein systemisches Fungizid mit kurativer und protektiver Wirkung. Der Wirkstoff wird im Reisbau gegen verschiedene Pilzerkrankungen wie den Reisbrandpilz verwendet.
Außerdem dient es der Behandlung des Fettlebersyndroms beim Rind.

## Zulassung
In den Staaten der EU und in der Schweiz sind keine Pflanzenschutzmittel mit diesem Wirkstoff zugelassen.